# 伊代納 (密蘇里州)
伊代納（英語：Edina）是位於美國密蘇里州諾克斯縣的城市。同時該地也是諾克斯縣的縣治。

## 人口
根據2020年美國人口普查的數據，伊代納的面積為3.40平方千米，當中陸地面積為3.38平方千米，而水域面積為0.02平方千米。當地共有人口1012人，而人口密度為每平方千米298人。